# Фюрмейе
Фюрмейе́ (фр. Furmeyer, окс. Furmeier) — коммуна во Франции, находится в регионе Прованс — Альпы — Лазурный Берег. Департамент коммуны — Верхние Альпы. Входит в состав кантона Вейн. Округ коммуны — Гап.
Код INSEE коммуны — 05060.

## Население
Население коммуны на 2008 год составляло 146 человек.
| 1962 | 1968 | 1975 | 1982 | 1990 | 1999 | 2008 |
| ---- | ---- | ---- | ---- | ---- | ---- | ---- |
| 102  | 110  | 110  | 125  | 140  | 154  | 146  |

## Экономика
В 2007 году среди 88 человек в трудоспособном возрасте (15—64 лет) 50 были экономически активными, 38 — неактивными (показатель активности — 56,8 %, в 1999 году было 60,2 %). Из 50 активных работали 47 человек (23 мужчины и 24 женщины), безработных было 3 (1 мужчина и 2 женщины). Среди 38 неактивных 9 человек были учениками или студентами, 23 — пенсионерами, 6 были неактивными по другим причинам.